# Edgar Johan Kuusik

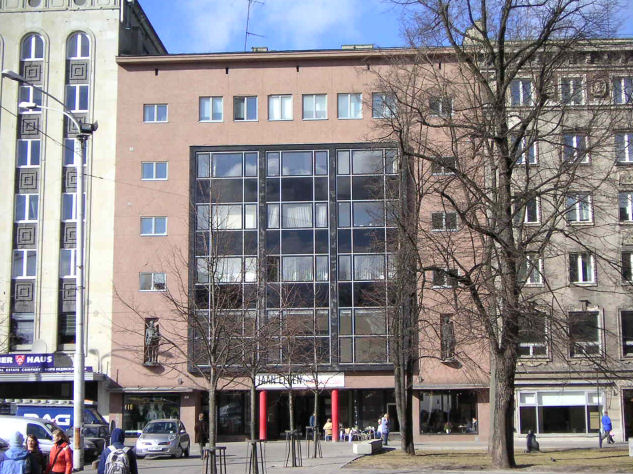
„Haus der Künste“ (Kunstihoone) am Freiheitsplatz von Tallinn

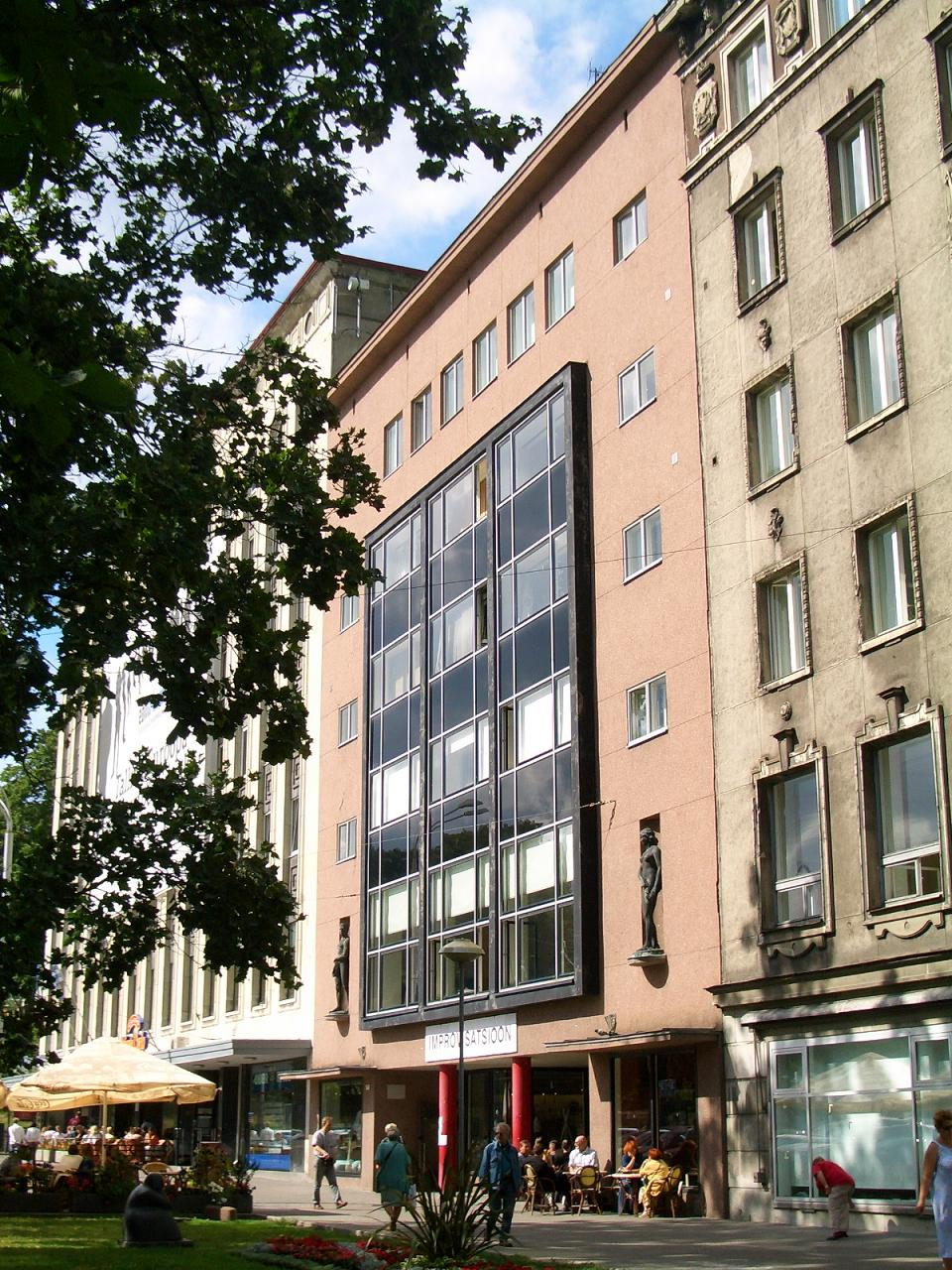
„Haus der Künste“ (Kunstihoone)

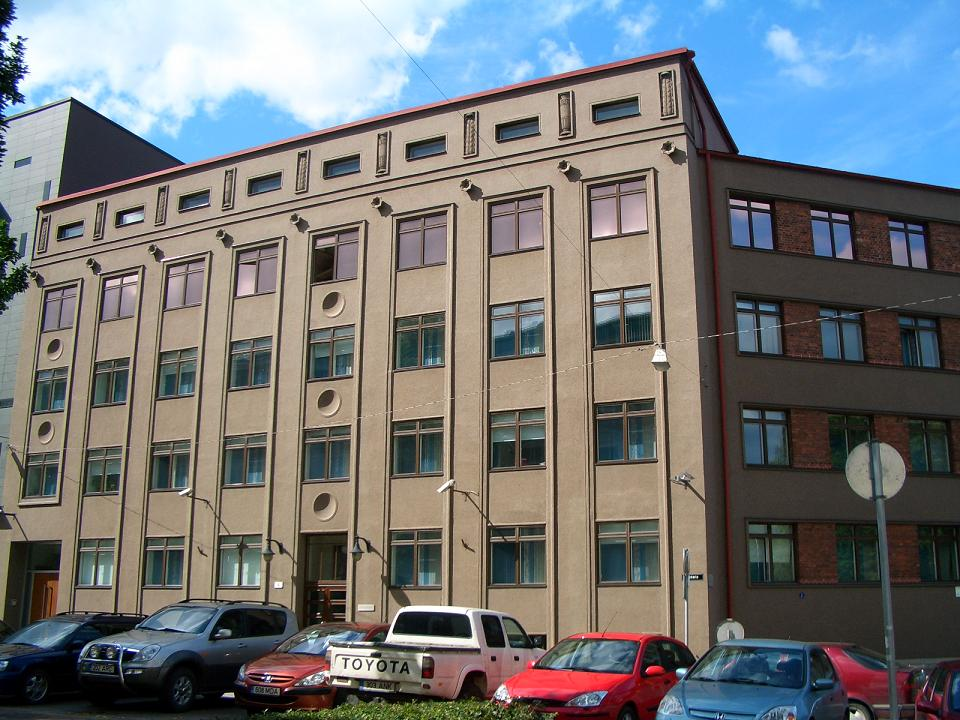
Gebäude Sakala tänav 2/4 in Tallinn

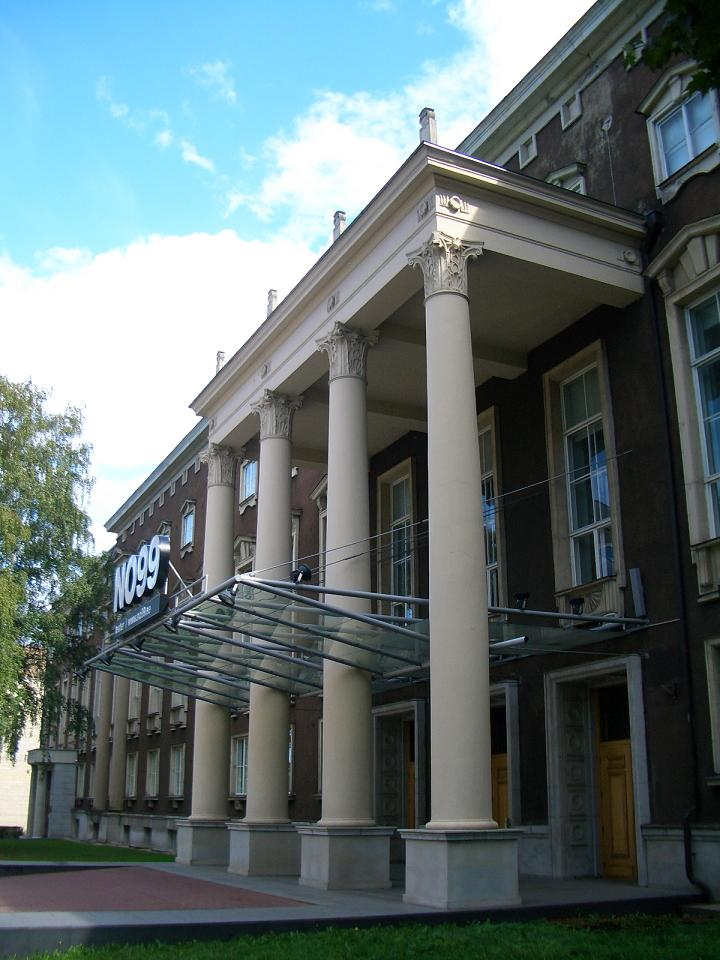
Sakala tänav 1 in Tallinn, heute Theater NO99

Edgar Johan Kuusik (* 10. Februarjul. / 22. Februar 1888greg. auf dem Gut Pikajärve, Landgemeinde Valgjärve, Livland; † 3. August 1974 in Tallinn) war ein estnischer Architekt.

## Leben
Edgar Johan Kuusik wurde als Sohn eines Gutsverwalters geboren. Von 1906 bis 1914 studierte er Architektur am Polytechnischen Institut im livländischen Riga ab. Von 1918 bis 1920 nahm er am Estnischen Freiheitskrieg gegen Sowjetrussland teil. Ab 1920 war er vornehmlich als freiberuflicher Innendesigner und Architekt im Estland tätig. Er war 1921 Mitinitiator der Estnischen Architektenvereinigung (Eesti Arhitektide Ühing).
Von 1944 bis 1950 war Kuusik Inhaber des Lehrstuhls für Innenarchitektur am Staatlichen Institut für Gebrauchskunst in Tallinn, anschließend unterrichtete er Architektur am Staatlichen Estnischen Kunstinstitut (ERKI). Ab 1946 führte er den Titel eines Professors. Von 1950 bis 1952 war er aus politischen Gründen aus der Architektenvereinigung der Estnischen SSR ausgeschlossen, wurde anschließend aber rehabilitiert.
1968 wurde Kuusik der Titel eines „Verdienten Architekten der Estnische SSR“ verliehen.

## Privatleben
Edgar Juhan Kuusik heiratete 1931. Drei Jahre später wurde seine Tochter Livia geboren. Kuusik liegt heute auf dem Waldfriedhof von Tallinn begraben.

## Architektonisches Werk (Auswahl)
- Gartenstadt Tamme in Tartu (1922)
- Gebäudekomplex in Tallinn, Neema tänav  (1924/25)
- Denkmal für die im Estnischen Freiheitskrieg Gefallenen auf dem Tallinner Soldatenfriedhof (1928)
- Bankgebäude in Abja-Paluoja (1929)
- Doppelhäuser in Tallinn, Maasika tänav, Tallinn (1931/32, gemeinsam mit Franz de Vries)[4]
- „Haus der Künste“ (Kunstihoone) in Tallinn, (1933/34, gemeinsam mit Anton Soans)
- Villa für den Industriellen Oskar Kerson in Tallinn-Nõmme, Nurme tänav 40 (1935)
- Bankgebäude in Tallinn, Sakala tänav 2-4 (1936/37)
- Krankenhaus von Kuressaare (1937–1940)
- (neues) Rathaus von Tallinn (1937)
- Kunstmuseum Tallinn (1937/38)
- Gebäude Sakala tänav 1 in Tallinn (1938–1947), heute Theater NO99